# Directeur des soins dans la fonction publique hospitalière française
 (mai 2025).
 (mai 2025).
Motif : Sources attestant de la notoriété ?
- Archive Wikiwix
- Bing
- Cairn
- DuckDuckGo
- E. Universalis
- Gallica
- Google
- G. Books
- G. News
- G. Scholar
- Persée
- Qwant
- (zh) Baidu
- (ru) Yandex
- (wd) trouver des œuvres sur Wikidata

| 1. | Préciser le motif de la pose du bandeau. | Précisez le motif de la pose du bandeau en utilisant la syntaxe suivante : {{admissibilité à vérifier\|date=juin 2025\|motif=remplacez ce texte par le motif}}                                                                            |
| 2. | Informer les utilisateurs concernés.     | Pensez à avertir le créateur de l'article, par exemple, en insérant le code ci-dessous sur sa page de discussion : {{subst:avertissement admissibilité à vérifier\|Directeur des soins dans la fonction publique hospitalière française}} |

 (mai 2025).
Si vous disposez d'ouvrages ou d'articles de référence ou si vous connaissez des sites web de qualité traitant du thème abordé ici, merci de compléter l'article en donnant les références utiles à sa vérifiabilité et en les liant à la section « Notes et références ».
Pour l'équivalent militaire, voir Militaire infirmier et technicien des hôpitaux des armées.
Le directeur des soins est un fonctionnaire de catégorie A+ de la fonction publique hospitalière. Il est assimilé[pas clair] aux deux corps de direction de la fonction publique hospitalière que constituent les directeurs d'hôpital et les directeurs d'établissement sanitaire, social et médico-social. Compte tenu de leur longue expérience et de leur formation de haut niveau, les directeurs des soins revendiquent l'alignement de leur statut sur celui des directeurs d'hôpitaux.
Son statut est défini par le décret no  2002-550 du 19 avril 2002 modifié portant statut particulier du corps des Directeurs des soins de la fonction publique hospitalière.

## Accès au corps des directeurs des soins
Le corps des cadres de santé régi par le décret n°2001-1375 du 31 décembre 2001 portant statut particulier du corps des cadres de santé de la fonction publique hospitalière et le corps des cadres de santé paramédicaux régi par le décret n° 2012-1466 du 26 décembre 2012 portant statut particulier du corps des cadres de santé paramédicaux de la fonction publique hospitalière, en activité, en détachement, en congé parental ou accomplissant le service national et comptant, au 1er janvier de l’année du concours, au moins cinq ans de services effectifs dans l’un ou l’autre de ces corps peuvent se présenter au concours interne sur épreuves d'accès au cycle de formation des élèves directeurs des soins, organisé par le Centre national de gestion.
Les fonctionnaires et agents publics de l’Etat, des collectivités territoriales et de leurs établissements publics à caractère administratif, les militaires et les magistrats en activité, en détachement, en congé parental ou accomplissant le service national, ainsi que les candidats en fonctions dans une organisation internationale intergouvernementale ayant reçu une formation équivalente aux cadres de santé et aux cadres paramédicaux de santé et justifiant d’au moins de cinq ans de services publics effectifs peuvent également concourir.
Pour leur part, les personnes titulaires du diplôme de cadre de santé ayant exercé l’une des professions infirmière, médicotechnique ou de rééducation pendant au moins dix ans, dont cinq ans d’équivalent temps plein en qualité de cadre dans le secteur privé peuvent se présenter au concours externe.
La formation théorique est divisée en 15 unités d'enseignement (UE) et s'articule autour de trois axes :
- santé publique,
- management hospitalier,
- métier.

Cette formation est complétée par 17 semaines de stage sur le terrain, elle dure un an.
À l'issue de la formation, l'élève directeur des soins postule sur l'un des postes offerts à la vacance après publication au Journal officiel.

## Métier
Ce métier s'exerce soit dans un établissement de santé, soit dans un institut de formation paramédicale, soit dans une Agence régionale de santé (ARS) ou à la Direction générale de l'Offre de soins (DGOS).
Au sein d'un hôpital ses fonctions sont variées puisque le directeur des soins peut être nommé soit coordonnateur général des soins, soit directeur des activités de soins ou des activités médicotechniques, soit coordonnateur général des instituts de formation, soit directeur d'un institut de formation, par le Directeur d'établissement.
En qualité de coordonnateur général des soins, il est chargé de concevoir la politique de soins, de piloter sa mise en œuvre et d'évaluer les résultats. Il préside la Commission des soins infirmiers, de rééducation et médicotechniques, membre de l'équipe de direction, il est membre de droit du directoire et assiste avec voix consultative à la CME au titre de Président de la CSIRMT. Dans certains établissements de grande taille, il peut être assisté par un ou plusieurs directeurs chargés des activités de soins ou des activités médicotechniques.
En qualité de coordonnateur général des instituts de formation, il est chargé de concevoir le projet pédagogique, en piloter sa mise en œuvre et d'organiser l'enseignement, de l'évaluer. Il peut être assisté par un ou plusieurs directeurs d'institut de formation.    
Dans une agence régionale de santé, il est en relation avec l'ensemble des professionnels et a pour mission de donner un avis et une contribution dans les domaines de la santé publique et de l'information des professionnels de santé au sein de la région. Il exerce des fonctions de conseiller technique régional ou pédagogique en soins.
À la DGOS il exerce des activités de conseiller technique national ou de conseiller pédagogique national.

## Carrière
Le corps des directeurs des soins comprend deux grades :
- deuxième classe
- première classe

Lors de son admission à l'EHESP le lauréat du concours de directeur des soins est nommé élève directeur des soins. Un an plus tard, il est titularisé et nommé directeur des soins de deuxième classe après avis de la Commission paritaire nationale par le Directeur général du Centre national de gestion pour peu que sa formation à l'EHESP a été validée par le jury de fin de formation.
Pour pouvoir accéder au grade de directeur des soins de première classe, il faut avoir atteint le 4e échelon de la seconde classe, avoir réalisé 5 ans de services effectifs et effectué au moins une mobilité géographique ou fonctionnelle. 
Un directeur des soins peut changer de carrière et se diriger vers le métier de directeur d'hôpital ou de directeur d'établissement sanitaire, social et médico-social par le biais du tour extérieur.

## Rémunération et avantages
Le salaire comprend une partie fixe selon un barème de point d'indice qui s'établit en début de carrière à 26 k€ brut annuel jusqu'à 45 k€ brut au dernier échelon du dernier grade. Les directeurs des soins perçoivent une prime de fonctions et de résultats (PFR). S'ajoute une prime de responsabilité qui varie selon le poste et entre trois barèmes (2450 € à 4730 € annuel), et une prime annuelle calculée sur la base d'une note annuelle (entre 5 et 17 % du salaire brut annuel). En fonction de missions particulières un directeur des soins peut prétendre aussi à une bonification indiciaire (entre 30 et 45 points d'indice).
En contrepartie d'astreintes administratives le directeur des soins est logé par l'établissement qui l'emploie. Il bénéficie d'une indemnité compensatrice si l'établissement ne dispose pas d'un parc immobilier.

## Textes de référence
- Loi no  83-634 du 13 juillet 1983 portant droits et obligations des fonctionnaires.
- Loi no  86-33 du 9 janvier 1986 portant dispositions statutaires relatives à la fonction publique hospitalière.
- Décret no  97-487 du 12 mai 1997 fixant les dispositions communes applicables aux agents stagiaires de la fonction publique hospitalière.
- Décret no  2007-961 du 15 mai 2007 fixant les dispositions statutaires communes applicables à certains corps de fonctionnaires de catégorie A de la fonction publique hospitalière.
- Décret no  2002-550 du 19 avril 2002 modifié portant statut particulier du corps de directeur de soins de la fonction publique hospitalière.
- Décret no  2002-1024 du 31 juillet 2002 portant attribution d’une indemnité de responsabilité aux directeurs des soins de la fonction publique hospitalière et modifiant le décret no  92-4 du 2 janvier 1992 portant attribution d’une prime d’encadrement à certains agents de la fonction publique hospitalière.
- Arrêté du 4 juillet 2003 modifié fixant les modalités du cycle de formation des Directeurs des soins stagiaires de la fonction publique hospitalière.
- Décret no  2003-1272 du 23 décembre 2003 fixant le régime indemnitaire des Directeurs des soins stagiaires des établissements mentionnés à l’article 2 (1°, 2° et 3°) de la loi no  86-33 du 9 janvier 1986.
- Arrêté du 23 décembre 2003 relatif aux indemnités allouées aux élèves directeurs des soins.
- Arrêté du 16 avril 2008 fixant les modalités des concours externe et interne sur épreuves pour l’accès au grade de directeur des soins de 2e classe de la fonction publique hospitalière.
- Arrêté du 29 septembre 2010 modifié fixant les modalités pour l’accès au cycle préparatoire du concours interne sur épreuves pour l’accès au grade de directeur des soins de 2e classe de la fonction publique hospitalière.
- Décret no  2011-40 du 10 janvier 2011 relatif à la rémunération des stagiaires des cycles préparatoires organisés par l’École des Hautes Études en Santé Publique.
- Arrêté du 15 avril 2011 fixant les modalités des concours externe et interne sur épreuves pour l’accès au cycle de formation des élèves directeurs des soins de la fonction publique hospitalière.
- Décret no  2011-1340 du 24 octobre 2011 modifiant le décret no  2005-1095 du 1er septembre 2005 relatif à l'évaluation des personnels de direction des établissements mentionnés à l'article 2 de la loi no  86-33 du 9 janvier 1986 modifiée portant dispositions statutaires relatives à la fonction publique hospitalière.